# Grote Moskee van N'Djamena
De Grote Moskee van N'Djamena is een moskee in N'Djamena, de hoofdstad van Tsjaad.
Het moskeecomplex bestaat uit bibliotheken, collegezalen en scholen.